# Drumanagh

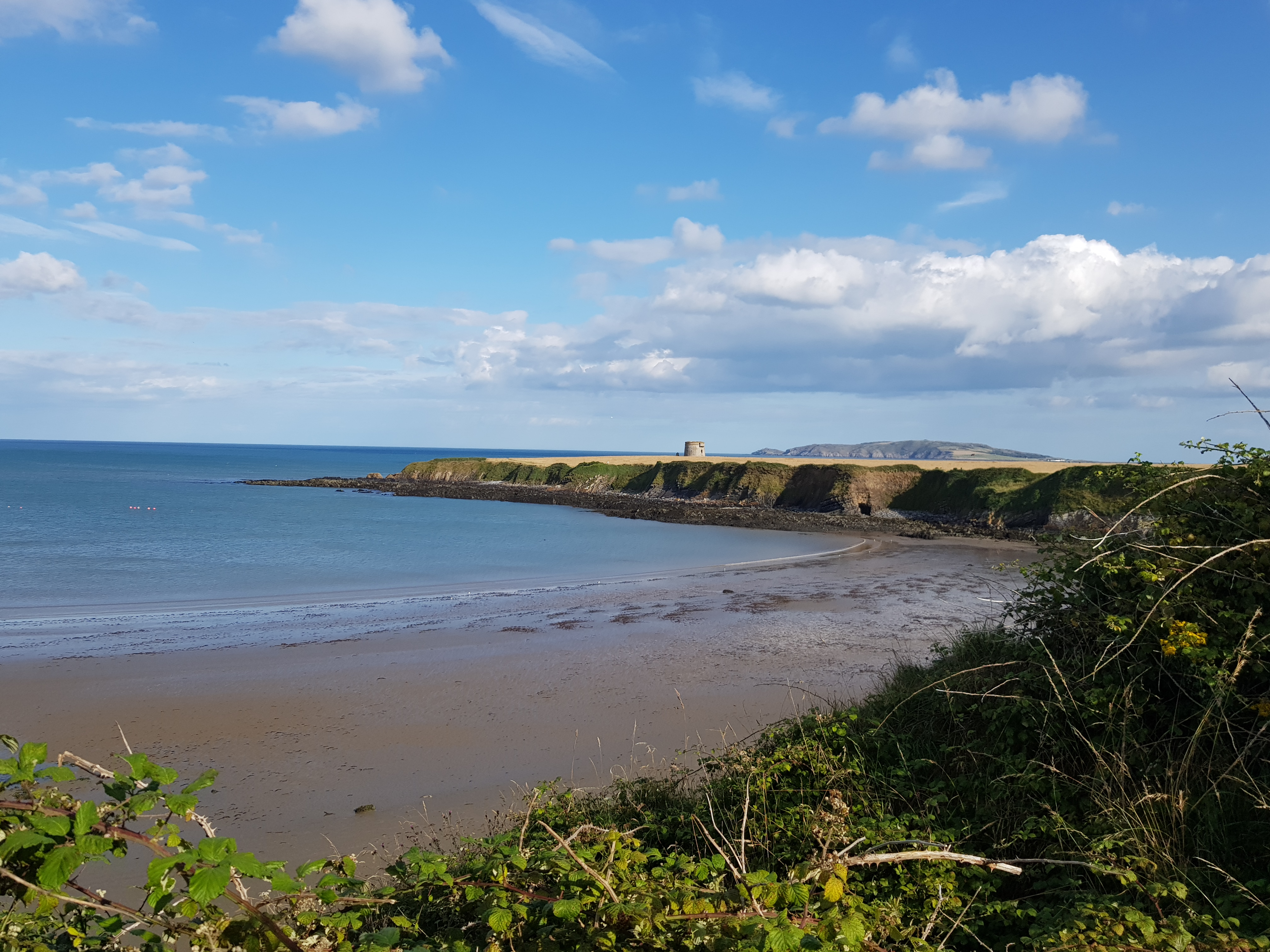
Vista de Drumanagh y su torre Martello desde Loughshinny.

Drumanagh (en irlandés: Droim Meánach) es un promontorio situado cerca de la localidad de Loughshinny, en el condado de Fingal, al noreste de Dublín, la capital de Irlanda. Cuenta con una torre Martello de principios del siglo XIX y un gran fuerte de la Edad del Hierro en el que se han encontrado artefactos de origen romano.
Algunos arqueólogos han planteado la posibilidad de que el fuerte sirviera de cabeza de puente para las campañas militares romanas en el interior, mientras que otros sostienen que se trataba de una colonia comercial romana o, en su defecto, del lugar donde se celebraba una «feria» comercial periódica, o bien un asentamiento autóctono irlandés que comerciaba con la Britania romana, ya que en sus inmediaciones se han encontrado broches romanos y objetos de metal similares a los hallados en Britania.
La zona fue adquirida por el Consejo del Condado de Fingal en 2017, una adquisición que ha despertado la esperanza de que el yacimiento sea por fin objeto de una investigación arqueológica adecuada, que pueda dar respuesta a muchas de las preguntas que se han venido formulando durante décadas.

## Descripción

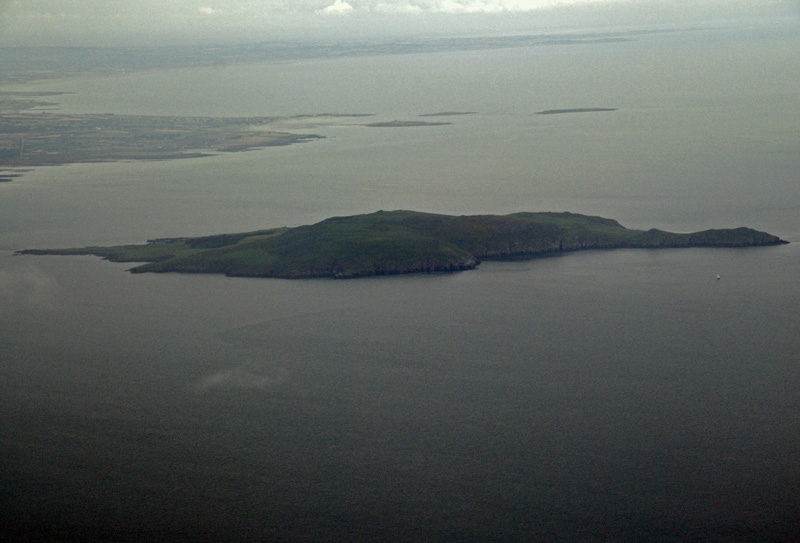
Vista de la isla de Lambay, situada frente a la costa y muy próxima a Drumanagh. En ella se han descubierto restos (broches romanos y piezas decorativas de metal) que podrían datar del La tipología de los artefactos hallados también demuestra la existencia de actividad comercial romano-británica.

Se trata de una pequeña península de unas 16 hectáreas, relativamente llana, protegida en su istmo por tres taludes de tierra paralelos de unos 350 metros de largo, orientados de norte a sur y relativamente rectilíneos, y flanqueados por zanjas. Los acantilados que rodean el resto de los lados la convierten en una sólida plaza defensiva. Los taludes datan posiblemente de la Edad del Bronce, al igual que los de Knock Dhu (condado de Antrim), o bien de la Edad del Hierro. Presentan características similares a las de otros fuertes irlandeses. Más allá de las zanjas, el promontorio tiene una forma casi rectangular y se estrecha levemente hacia el mar de Irlanda. La distancia máxima entre las zanjas y el acantilado no supera los 400 metros. La torre Martello se encuentra cerca de la punta del promontorio, en una posición aproximadamente equidistante de los dos lados, y cuenta con un pequeño camino de acceso.
El emplazamiento está declarado monumento protegido en virtud del artículo 12 de la Ley de Monumentos Nacionales de 1994 y de una orden de conservación dictada en 1977. Su importancia arqueológica se conoce desde la década de 1950, época en la que aparecieron fragmentos de terra sigillata romana al arar la tierra, aunque aún no ha sido objeto de excavaciones arqueológicas. No obstante, son numerosos los objetos que han sido desenterrados por detectoristas ilegales de metales. En la década de 1980, uno de estos buscadores de tesoros intentó vender un lote de monedas y ornamentos romanos en la casa Sotheby's de Londres, que fueron incautados y depositados en el Museo Nacional de Irlanda.
El descubrimiento de más de 40 lingotes de cobre y latón y la existencia de minas de cobre en Loughshinny hacen pensar que el lugar pudo ser un centro metalúrgico durante la Edad del Hierro.

## Historia

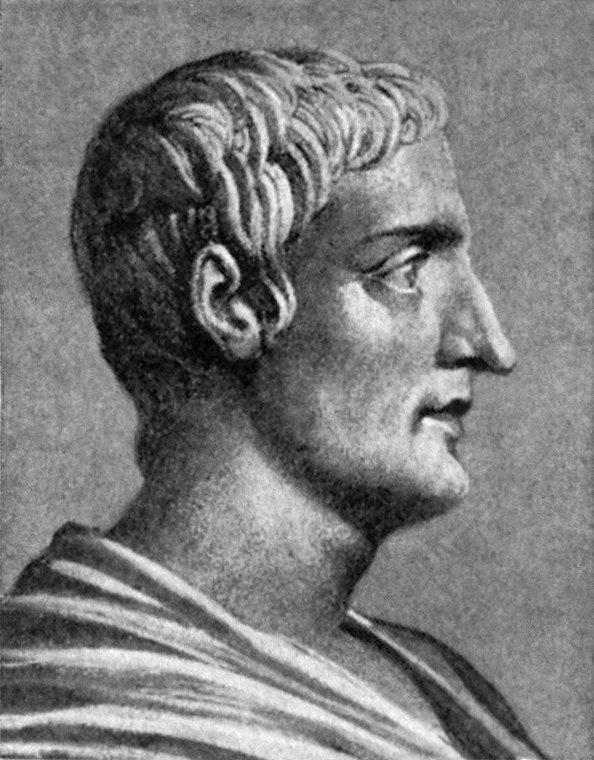
Tácito escribió que, en el año 82, el general romano Agrícola cruzó el mar (¿de Irlanda?) desde el oeste de Gran Bretaña y conquistó «tribus desconocidas» para los romanos.

Barry Raftery y Gabriel Cooney han planteado la hipótesis de que el fuerte lo pudiera haber utilizado Cneo Julio Agrícola, a la sazón gobernador romano de Britania, para invadir Irlanda en el año 82 d. C. El historiador romano Tácito menciona que Agrícola había acogido a un príncipe irlandés desterrado, pensando en utilizarlo como pretexto para emprender una eventual conquista de Irlanda. Agrícola, dice Tácito, «pasó en la primera nave» y derrotó a pueblos desconocidos para los romanos hasta entonces. No especifica qué masa de agua fue la que cruzó, aunque muchos estudiosos creen que pudo tratarse del fiordo de Clyde o el de Forth.
Agrícola colocó guarniciones en la costa británica situada frente a Hibernia (como llamaban los antiguos romanos a la actual Irlanda), y Tácito cuenta que su suegro afirmaba a menudo que la isla podía conquistarse con una sola legión y unas pocas tropas auxiliares. Tal conquista nunca tuvo lugar, pero algunos historiadores creen que la travesía a la que se hace referencia se trataba en realidad de una expedición militar a Irlanda.
Vittorio De Martino sostiene que se produjo una interacción continua, al menos comercial, entre la Britania romana e Irlanda. El profesor Michael Herity, del University College Dublin, afirma que, a juzgar por el volumen y la naturaleza de los materiales hallados en el yacimiento y por los restos estructurales, se puede deducir la existencia de un rico emporio irlandés que mantenía una intensa relación comercial con el mundo romano. Por su parte, Richard Warner plantea la teoría de que el tamaño del fuerte indicaría que los romanos intentaron controlar la política interna irlandesa mediante una serie de campañas militares destinadas a crear reinos para la nobleza irlandesa exiliada. Uno de estos desterrados sería el legendario Túathal Techtmar, de quien se dice que fue exiliado a Gran Bretaña en el siglo I o II y regresó con un ejército para hacerse con el poder, con el beneplácito y tal vez la participación activa de los romanos. Según esta teoría, Túathal Techtmar sería una figura histórica real: precisamente el príncipe desterrado que, tal como cuenta Tácito, se reunió con Agrícola.
En la isla de Lambay, cerca de la costa de Drumanagh, se ha descubierto un conjunto de sepulturas en las que se hallaron broches romanos y objetos metálicos decorativos de factura similar a los encontrados en la Britania romana de finales del siglo I. Por otra parte, los hallazgos arqueológicos efectuados en otras partes de Irlanda, como joyas y monedas romanas en Tara y Clogher, avalan la tesis de que los romanos pudieran haber invadido la isla.